# ليلة من تعليقات الكراهية
ليلة من تعليقات الكراهية (بالكورية: 악플 의 밤 ؛ بالإنجليزية The Night of Hate Comments)، عُرف أيضًا بأسم (بالعربية: ليلة من التعليقات الشريرة؛ بالإنجليزية: Night of Vicious Comments) أو (ليلة الرد؛ بالإنجليزية: Reply Night)، كان برنامجًا متنوعًا من كوريا الجنوبية على قناة JTBC2 والذي تم بثه لأول مرة في 21 يونيو 2019. البرنامج من بطولة شين دونغ يوب وكيم سو هيون وكيم جونغ من وسولي، يستضف كل أسبوع واحد من المشاهير لمناقشة ردود أفعالهم على التعليقات السلبية والشائعات السيئة عنهم والتسلط عبر الإنترنت التي واجهوها عبر الإنترنت، أطلق على قناة JTBC عرضًا جديدًا «لمساعدة النجوم على أن يصبحو أقوى نفسيًا». تم إيقاف البرنامج بعد وفاة سولي.

## الخلفية
مدير الإنتاج للبرنامج هو لي نا را الذي أنتج مجموعة متنوعة أخرى من برامج قناة JTBC.
فكرة البرنامج هو على الضيوف المشهورين قراءة التعليقات السلبية عنهم على وسائل التواصل الاجتماعي ومناقشتها، وتمت ذكر ان فكرة البرنامج تشبه «مشاهير يقرأون تغريدات سيئة عنهم» لجيمي كاميل، في الحلقة الأولى، لم يكن هناك ضيوف، وقام المشاهير الاربعة الذي البرنامج من بطولتهم الرد على التعليقات السلبية حول أنفسهم.
في 14 أكتوبر 2019، سجل الممثلون والمنتجون حلقة أخرى في كل يوم الاثنين قبل وفاة سولي (كانو غير مدركين لوفاة زميلتهم سولي)، تم الإبلاغ لفريق عمل في وقت لاحق من اليوم عن وفاة سولي وتم إلغاء الحلقة القادمة على الفور، في 21 أكتوبر تم إصدار خبر رسمي بأن البرنامج لن يستمر بعد الآن بسبب وفاة سولي.

## ايقاف البرنامج
بعد وفاة سولي، قال بعض المشاهدين إنه ينبغي إلغاء البرنامج بسبب الالم العقلي والاكتئاب الذي بدا يتعرضن لهم المشاهير بسبب قراءتهم ومناقشتهم التعليقات المتنمرة الموجهة إليهم، وتساءلوا عما إذا كانت هذه التعليقات قد أثرت على الحالة النفسية لسولي  قبل وفاتها. لكن آخرين قالوا إنهم شعروا بأن سولي شاركت في البرنامج لمحاربة التعليقات الكارهه والتسلط عبر الإنترنت وأعجب البعض لقدرتها لتحمل كل ذلك.